# Sephora

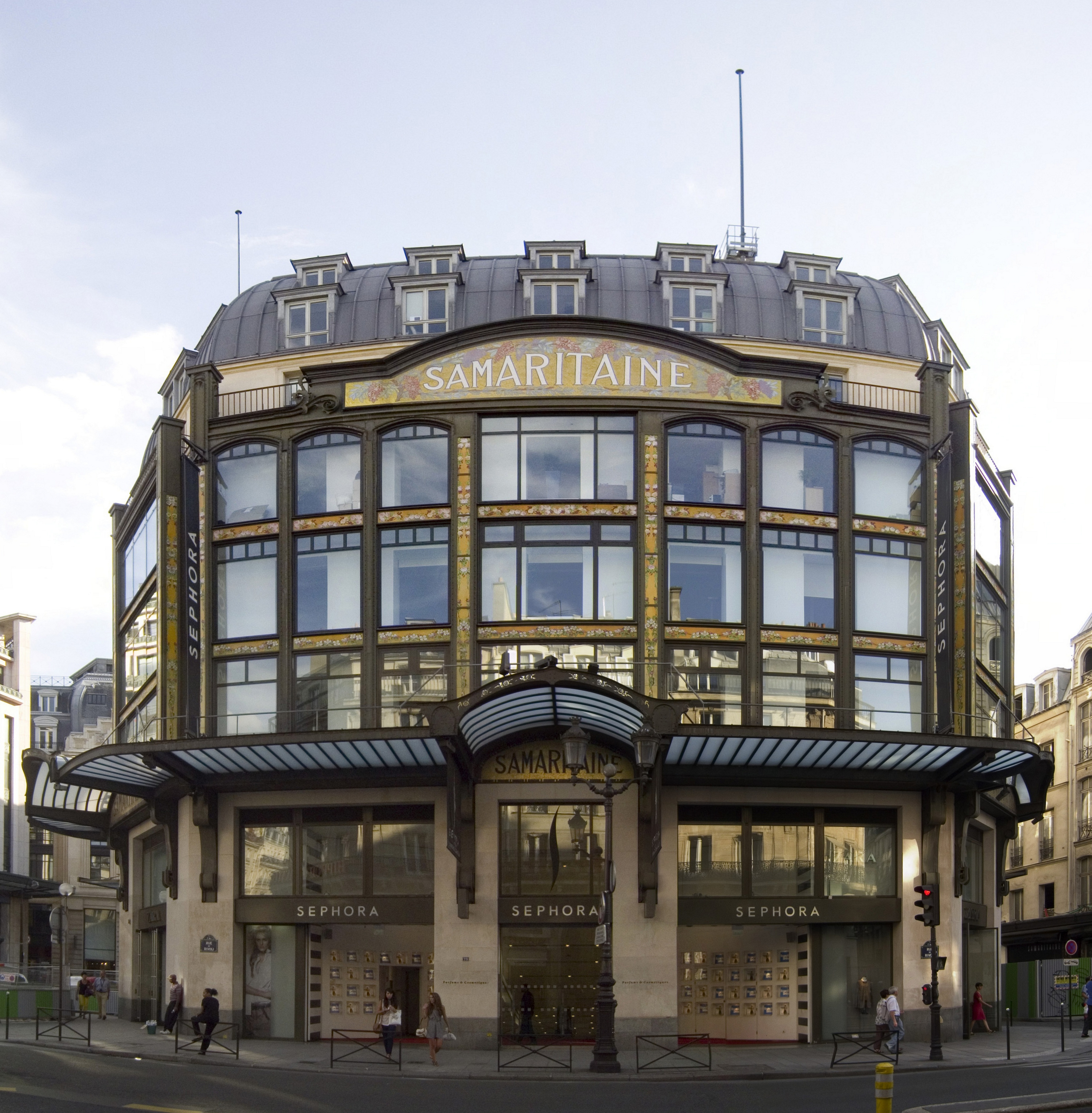
Een winkel van Sephora op de begane grond van La Samaritaine

Sephora is een Franse winkelketen die handelt in parfum en cosmetica, opgericht in 1973. Sinds 1993 kent de keten een grote groei, en sinds 1997 behoort hij toe aan LVMH, een Frans bedrijf dat luxegoederen produceert en distribueert. Sephora is het distributiekanaal van parfums en cosmetica van die groep, zoals de parfums van Dior en van Givenchy.
Hoewel de internationale expansie in de jaren 90 geen succes was, heeft de keten nog wel een groot marktaandeel in de Verenigde Staten. In 2010 had de keten 1070 winkels wereldwijd waarvan 567 in Frankrijk. In dat jaar heeft de keten de positie van marktleider overgenomen van concurrent Marionnaud met een marktaandeel van 27%. De keten had toen een geschatte omzet van 2,8 miljard euro.
In maart 2006 legt de Franse mededingingsautoriteit 13 parfumerieën een boete op van in totaal 45,4 miljoen euro, waarvan Sephora 9,4 miljoen moet betalen. Na een aantal beroepsprocedures is in 2012 door het Parijse beroepshof (cour d'appel) de boete bevestigd.